# Ross Colton
Ross Colton, född 11 september 1996, är en amerikansk professionell ishockeyforward som spelar för Colorado Avalanche i National Hockey League (NHL). Han draftades av Tampa Bay Lightning i fjärde rundan som 118:e spelare totalt vid NHL Entry Draft 2016. Colton vann Stanley Cup med Lightning 2021.

## Statistik

### Klubbkarriär
| 2014–15    | Cedar Rapids RoughRiders | USHL       | 58  | 15 | 18 | 33  | 22  | 3  | 0  | 0  | 0  | 0  |
| 2015–16    | Cedar Rapids RoughRiders | USHL       | 55  | 35 | 31 | 66  | 79  | 5  | 1  | 0  | 1  | 2  |
| 2016–17    | University of Vermont    | HE         | 33  | 12 | 15 | 27  | 22  | —  | —  | —  | —  | —  |
| 2017–18    | University of Vermont    | HE         | 36  | 16 | 7  | 23  | 47  | —  | —  | —  | —  | —  |
| 2018–19    | Syracuse Crunch          | AHL        | 66  | 14 | 17 | 31  | 36  | 4  | 1  | 0  | 1  | 2  |
| 2019–20    | Syracuse Crunch          | AHL        | 62  | 11 | 31 | 42  | 64  | —  | —  | —  | —  | —  |
| 2020–21    | Syracuse Crunch          | AHL        | 3   | 1  | 2  | 3   | 0   | —  | —  | —  | —  | —  |
| 2020–21    | Tampa Bay Lightning      | NHL        | 30  | 9  | 3  | 12  | 16  | 23 | 4  | 2  | 6  | 12 |
| 2021–22    | Tampa Bay Lightning      | NHL        | 79  | 22 | 17 | 39  | 24  | 23 | 5  | 4  | 9  | 13 |
| 2022–23    | Tampa Bay Lightning      | NHL        | 81  | 16 | 16 | 32  | 50  | 6  | 1  | 3  | 4  | 4  |
| 2023–24    | Colorado Avalanche       | NHL        | 80  | 17 | 23 | 40  | 61  | 11 | 1  | 3  | 4  | 2  |
| 2024–25    | Colorado Avalanche       | NHL        | 61  | 16 | 13 | 29  | 18  | 1  | 0  | 0  | 0  | 0  |
| NHL totalt | NHL totalt               | NHL totalt | 331 | 80 | 72 | 152 | 169 | 64 | 11 | 12 | 23 | 31 |

## Meriter och utmärkelser
| Merit       | År   |     |
| NHL         | NHL  | NHL |
| ----------- | ---- | --- |
| Stanley Cup | 2021 |     |